# Peridinin
Peridinin ist ein Carotinoid, genauer ein Xanthophyll, das eine rote Farbe aufweist und in Dinoflagellaten vorkommt. Neben der für Carotenoide typischen Polyen-Struktur weist es als weniger häufige Strukturelemente eine Allen-Einheit, eine Epoxid-Einheit und einen Crotonolacton-Ring auf.

## Vorkommen und Bedeutung

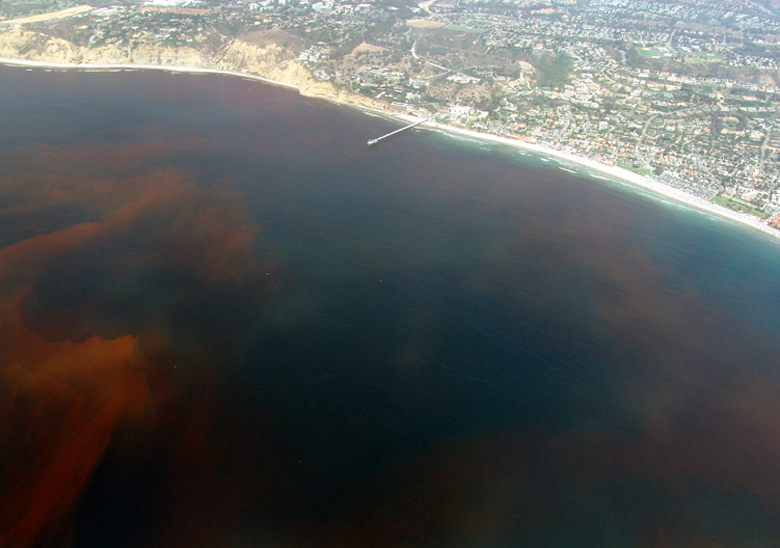
Red Tide in Kalifornien

Peridinin ist ein Carotenoid, das im Wellenlängenbereich 470 nm bis 550 nm blaues und grünes Sonnenlicht absorbiert, welches von Chlorophyll nicht verwertet werden kann. Es kommt bei den meisten Photosynthese betreibenden Dinoflagellaten (zum Beispiel Peridinium cinctum)  vor, die zum Teil für Algenblüten (Red Tide) verantwortlich sind. Die rote Färbung kommt dabei durch das Peridinin zustande.
Anhand der Art Amphidinium carterae wurde ein Photosynthese-System im Detail untersucht. Ein spezielles Protein bildet einen Rahmen, der Lipid-, Peridinin- und Chlorophyll-Moleküle zusammenhält. Dabei treten acht Peridinin-Moleküle mit je zwei Lipid- und Chlorophyll-A-Molekülen gemeinsam auf. Durch den geringen Abstand kann absorbierte Energie praktisch verlustfrei von Peridinin auf Chlorophyll übertragen werden.